# Orientochile elegans
Espèce
Synonymes
- Cryptochile elegans Gerstaecker, 1854
- Cryptochile sordida Gerstaecker, 1854
- Cryptochile patrizii Gridelli, 1940

Orientochile elegans est une espèce de coléoptères de la famille des Tenebrionidae, de la sous-famille des Pimeliinae, de la tribu des Cryptochilini et de la sous-tribu des Cryptochilina. Elle est trouvée dans l'Est de l'Afrique, du Mozambique au Kenya.